# ريجينا بريت
ريجينا بريت (بالإنجليزية: Regina Brett) هي صحفية أمريكية، ولدت في 31 مايو 1956 في رافينا في الولايات المتحدة.